# USS Nautilus (SSN-571)
USS Nautilus (SSN-571) byla nukleárně poháněná ponorka Námořnictva Spojených států amerických. Postavena byla především jako experimentální ponorka sloužící k ověření schopností a možností plavidel s principiálně novým pohonem. Její jméno bylo převzato od fiktivní ponorky Nautilus ze slavného Verneova románu Dvacet tisíc mil pod mořem.
Nautilus do služby vstoupil roku 1954 jako první jaderná ponorka na světě. V praxi prokázal, že jaderné ponorky díky svému neomezenému dosahu a vysoké rychlosti při plavbě pod hladinou radikálně proměnily námořní boj. Proto je řazen mezi nejvlivnější ponorkové konstrukce. Nautilus je rovněž první ponorka, jež dokončila podmořskou plavbu pod Severním pólem. Tato plavba označená jako operace Sunshine se uskutečnila 3. srpna 1958. Po vyřazení ze služby roku 1980 byla ponorka zachována jako muzejní loď. Vystavena je v Submarine Force Library and Museum v Grotonu ve státě Connecticut.

## Stavba

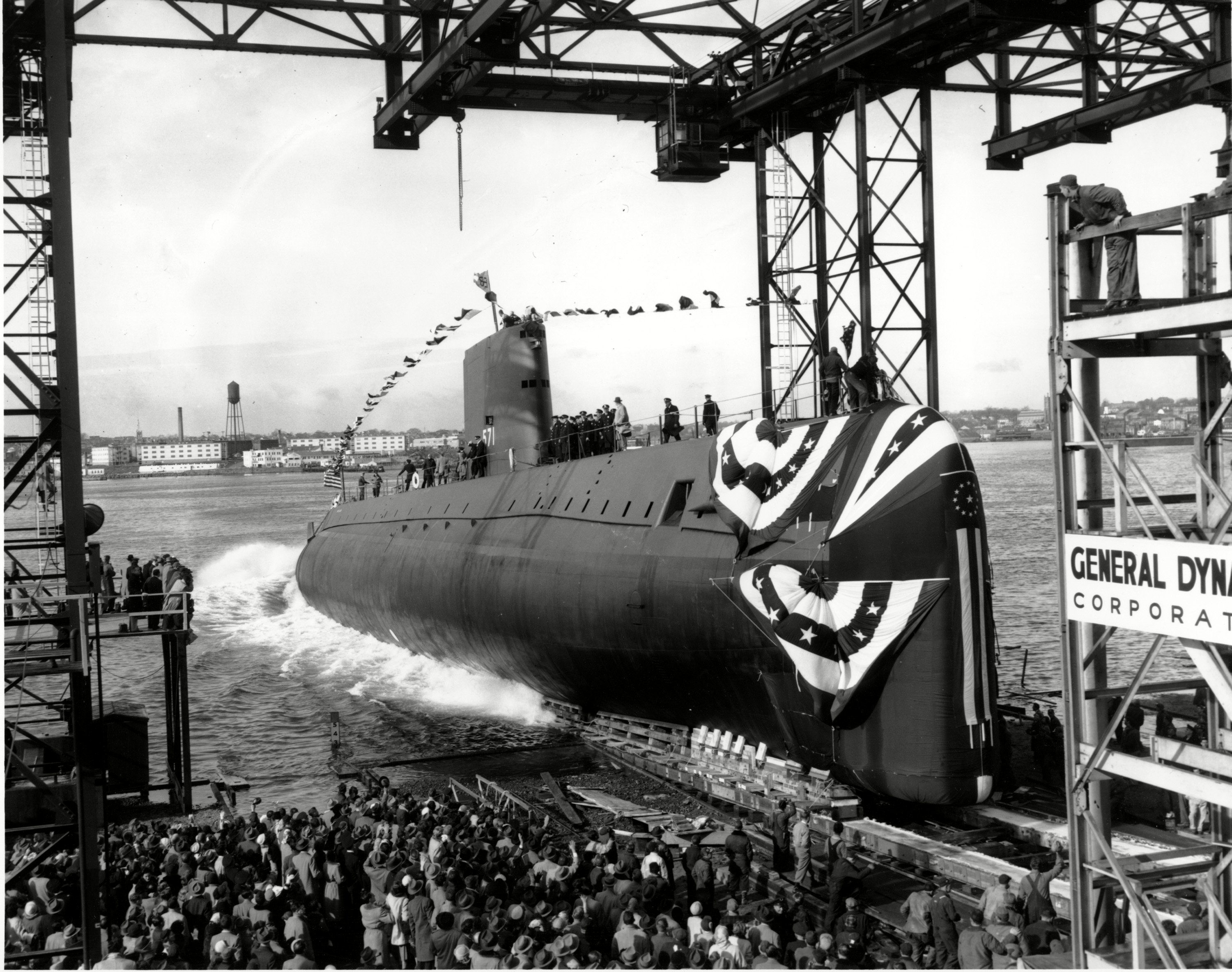
Nautilus během spuštění na vodu

Boční pohled na ponorku Nautilus

Za druhé světové války diesel-elektrické ponorky potvrdily svůj význam pro námořní boj. Přetrvávaly však jejich nedostatky, zejména pod hladinou dosahovaly nízké rychlosti a ponořené dokázaly operovat jen velmi krátce, než vyčerpaly své akumulátory. Technologický rozvoj za války a po jejím skončení přinesl mnohá zlepšení (nejpokročilejší druhoválečnou ponorkou byl německý Typ XXI), například v podobě instalace schnorchelu, výkonnějších akumulátorů či lepšího tvarování trupů ponorek, aby kladly menší hydrodynamický odpor. Zlepšení vytrvalosti a výkonů při plavbě pod hladinou slibovaly i experimentální pohonné systémy nevyžadující přístup atmosférického vzduchu (např. Walterův pohon), nebyly však dostatečně technicky vyzrálé. Jiným způsobem řešení tohoto problému představovala ponorka poháněná jaderným reaktorem, který mohl dodávat vysoký výkon prakticky po neomezenou dobu. Americký Nautilus se stal vůbec první ponorkou tohoto typu.
Velký podíl na vývoji amerických jaderných ponorek měl především admirál Hyman G. Rickover. Americký Kongres stavbu Nautilusu odsouhlasil v červenci 1951. Kýl ponorky byl založen 15. června 1952 v loděnicích General Dynamics Electric Boat v Grotonu ve státě Connecticut. Ceremoniálu byl přítomen i tehdejší americký prezident Harry S. Truman. Na vodu byla ponorka spuštěna 21. ledna 1954. Pokřtila ji Mamie Eisenhowerová, manželka Trumanova nástupce Dwighta D. Eisenhowera. Konečně 30. září 1954 byl Nautilus přijat do služby. Prvním velitelem ponorky byl jmenován Eugene P. Wilkinson. První sovětská ponorka s jaderným pohonem K-3 Leninskij Komsomol byla do služby přijata až o tři roky později.

## Konstrukce

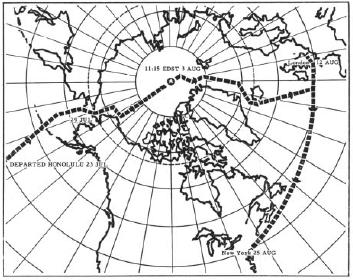
Trasa lodi během podplutí severního pólu

Ponorka Nautilus byla konstruována s využitím nejmodernějších dobových poznatků. Její konstrukce byla ovlivněna německým Typem XXI. Výtlak ponorky byl 3 533 t na hladině a 4 092 t pod hladinou. Trup měl jednotrupou koncepci s délkou 98,7 metru a šířkou 8,4 metru. Jeho příď byla vyhrazena dvojici výkonných sonarů. Tvar trupu ještě odpovídal tehdejším dieselelektrickým ponorkám, neboť revoluční změny v této oblasti přinesla teprve roku 1953 dokončená pokusná ponorka USS Albacore. Ponorka měla rozměrnou věž připomínající americké konvenční ponorky modernizované v programu GUPPY.
Výzbroj tvořilo šest příďových 533mm torpédometů. Neseno bylo 22 torpéd. Elektroniku tvořil radar BPS-12, sonary BQS-4 a BQR-4A a dále systém elektronického boje BLR-1. Pohonný systém tvořil tlakovodní reaktor Westinghouse STR Mk.II (později označen S2W) o výkonu 10 MW a dvě turbínová soustrojí Westinghouse o výkonu 15 000 hp, pohánějící dva lodní šrouby. Nejvyšší rychlost dosahovala 22 uzlů na hladině a více než 20 uzlů pod hladinou. Díky jadernému pohonu měl Nautilus takřka neomezený akční rádius. Operační hloubka ponoru byla 210 metrů.

### Modifikace
V 60. letech byl instalován nový systém elektronického boje WLR-1.

## Osudy

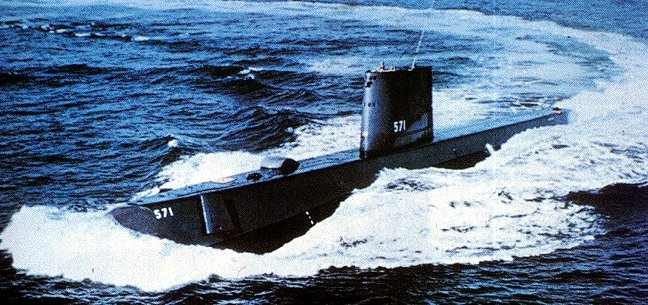
Nautilus

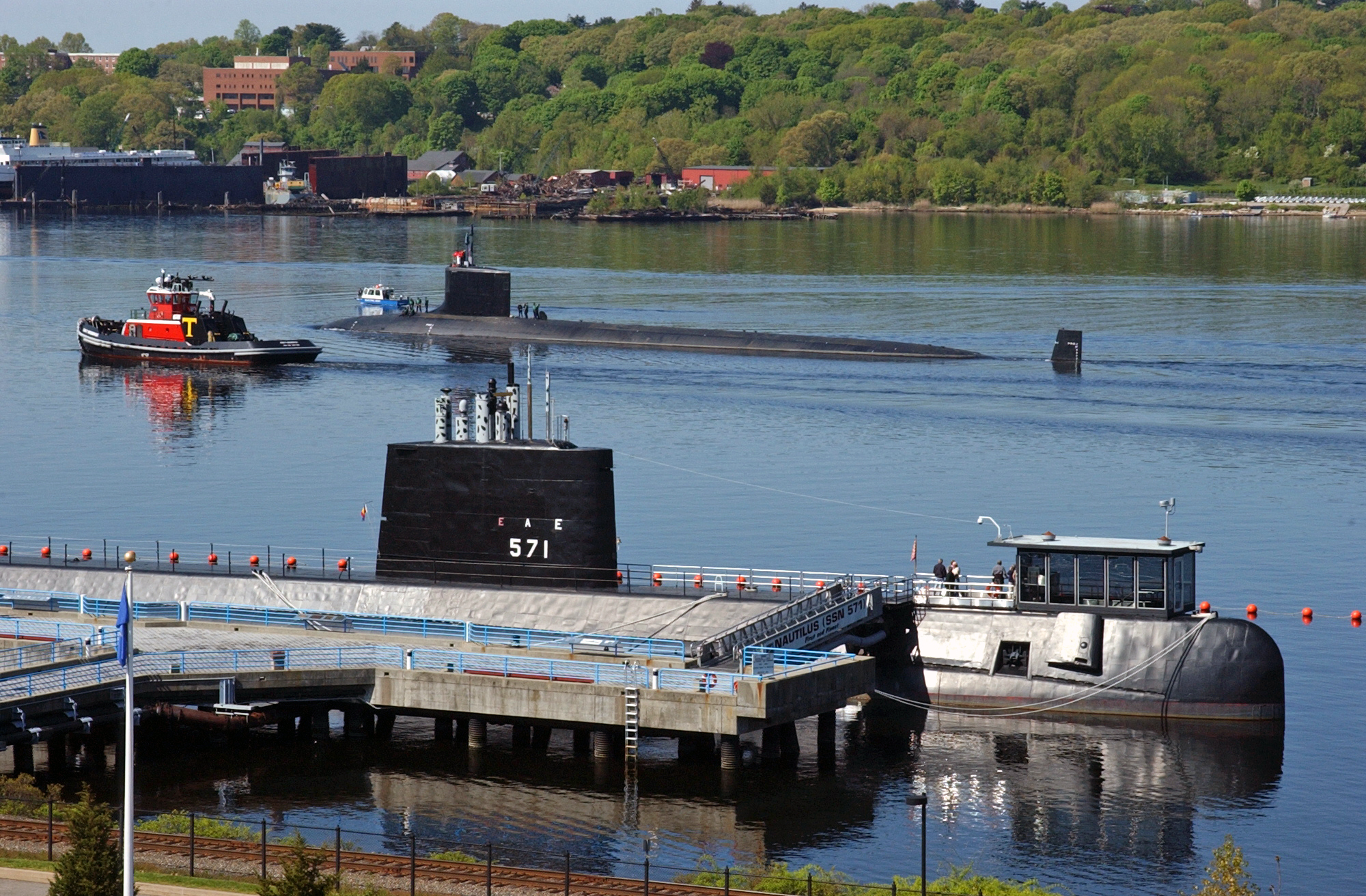
Nautilus jako muzejní loď. V pozadí jej míjí útočná ponorka USS Hawai

Přestože byl Nautilus první ponorkou svého typu a měl v zásadě experimentální povahu, po dokončení byl zařazen do běžné služby u amerického námořnictva. Služba potvrdila vysoké výkony ponorky, které ji dávaly zcela nové možnosti v námořním boji. Problémem byla naopak její vysoká hlučnost, která umožňovala použití sonaru pouze do rychlosti sedmi uzlů a tím silně limitovala její využitelnost v boji proti jiným ponorkám. Proto byla u následujících ponorek omezení hlučnosti věnovaná značná pozornost.
Nautilus bylo historicky první plavidlo, které dokázalo podplout pod Severním pólem. K této plavbě (označené jako operace Sunshine) ponorka vyplula 23. července 1958 ze základny Pearl Harbor na Havajských ostrovech. Dne 1. srpna se Nautilus ponořil a 3. srpna 1958 dosáhl severního pólu, aby se po 96 hodinách strávených pod vodou a překonání vzdálenosti 1830 námořních mil vynořil severovýchodně od Grónska. Za tuto pionýrskou plavbu byla Nautilu, jako první americké válečné lodi v době míru, udělena Presidential Unit Citation.
V následujících letech Nautilus sloužil v Atlantiku a Středomoří. Od 60. let byl využíván především k výcviku.
V březnu 1980 byl Nautilus vyřazen z aktivní služby. V roce 1982 byl označen jako National Historic Landmark a začaly jeho úpravy pro funkci muzejní lodi. Veřejnosti byl zpřístupněn 11. dubna 1986 a dodnes je vystaven jako exponát v Submarine Force Library and Museum na základně Naval Submarine Base New London. Návštěvník zde má možnost projít si její interiér.